# 파인베리
파인베리(영어: pineberry)는 파인애플 맛이 나는 딸기이다.